# Stephen Bridgewater
Pour les articles homonymes, voir Bridgewater.
Stephen Bridgewater est un acteur, producteur, réalisateur, scénariste et coach d'acteurs américain, né le 24 août 1953 à Hutchinson, dans le Kansas (États-Unis).

## Filmographie

### Comme acteur
- 1988 : Mississippi Burning d'Alan Parker : Wesley Cooke
- 1991 : The Fisher King : Le Roi pêcheur (The Fisher King) de Terry Gilliam : Porno customer
- 1993 : Cavale sans issue (Nowhere to Run) de Robert Harmon : Tom Lewis
- 1993 : La Disparue (The Vanishing) de George Sluizer : TV Host
- 1994 : MacShayne: Winner Takes All (TV) : Charter Clerk
- 1994 : Forrest Gump de Robert Zemeckis : Hospital Officer
- 1994 : Gambler V: Playing for Keeps (TV) : Flatnose Bill Curry
- 1994 : Album de famille (Family Album) (TV) : Studio Guard
- 1995 : Lonesome Dove : Le Crépuscule (Streets of Laredo) (feuilleton TV) : Redfoot (Crow Town cardsharp)
- 1995 : L'Armée des douze singes (Twelve Monkeys) de Terry Gilliam : Airport Detective
- 1997 : Raz de marée: Alerte sur la côte (en) (Tidal Wave: No Escape) (TV) : Workman
- 1997 : Rough Riders (TV) : Sgt. Polk
- 1997 : Une sacrée vie (en) (Nothing Sacred) (série TV) : Organist
- 1998 : Las Vegas Parano (Fear and Loathing in Las Vegas) de Terry Gilliam : Human Cannonball
- 1998 : Hard Time (en) (TV) : Bagman
- 1999 : Hard Time: The Premonition (en) (TV) : Jim Burton
- 2001 : Texas rangers, la revanche des justiciers (Texas Rangers) de Steve Miner : Older Ranger
- 2002 : X-Files : Aux frontières du réel (épisode Irréfutable) : le docteur Henry Jacocks
- 2002 : Roughing It (TV) : Man Outsider
- 2002 : L'Ours et l'enfant (Gentle Ben) (TV) : Norwood Malone
- 2002 : Night of the Wolf (TV) : Wayne Handy
- 2002 : Johnson County War (TV) : Dencil Jager
- 2003 : Monster Makers (TV) : Justin
- 2003 : 21 Grammes (21 Grams) d'Alejandro González Iñárritu : P.I.
- 2005 : McBride: The Chameleon Murder (TV) : FBI Agent Kimball
- 2005 : Roman noir (Mystery Woman: Snapshot) (TV) : Madison
- 2005 : Artistic License de Michael Wohl : Angry Priest
- 2005 : Love's Long Journey (en) (TV) : Mr. Taylorsen
- 2006 : |Love's Abiding Joy de �Michael Landon Jr. : Mr. Taylorsen
- 2011 : Noël au Far West (Love's Christmas Journey) (TV) : Mr. Cunningham
- 2013 : Le Ranch de la vengeance (Shadow on the Mesa) (TV) : Jonesy

### Comme producteur
- 1998 : Hard Time (en) (TV)
- 1999 : Hard Time: The Premonition (TV)
- 1999 : Hard Time: Hostage Hotel (TV)
- 2002 : Roughing It (TV)
- 2002 : Johnson County War (TV)

### comme réalisateur
- 2005 : Mystery Woman: Sing Me a Murder (TV)
- 2005 : Au cœur de la forêt (Out of the Woods) (TV)
- 2005 : McBride: Tune in for Murder (TV)
- 2007 : Des yeux dans la nuit (Claire) (TV)
- 2007 : Dangereuse Convoitise (Point of Entry) (TV)
- 2009 : Un regard sur le passé (Mending Fences) (TV)

### Comme scénariste
- 2001 : Backflash (vidéo)